# Goslarsche Gleie
Goslarsche Gleie ist ein Geländeeinschnitt unweit des Stadtteils Hasserode von Wernigerode im Harz, durch den bereits im Mittelalter ein Fahrweg nach Goslar führte. In der Goslarschen Gleie wurden noch bis zum 17. Jahrhundert Kupfererze abgebaut. Bekannteste Grube war Sankt Georg, von der noch heute einige Reste im Gelände zu erkennen sind. Mit Erz aus der Goslarschen Gleie wurde u. a. die Schmelzhütte am Beerberg versorgt. Heute führt durch die Goslarsche Gleie ein markierter Wanderweg von der Bielsteinchaussee hinauf zur Mönchsbuche. 